# 景泰陵
景泰陵，位于中华人民共和国北京市海淀区青龙桥街道，为明景帝朱祁钰的陵墓。该陵墓为朱祁钰去世后明英宗朱祁镇以亲王礼为其建造的陵墓，后曾多次修缮，并达到帝王陵规格，清朝灭亡后荒废。现存一座祾恩殿和宝城，祾恩殿前有乾隆年间所树立的碑，上有乾隆帝题诗。2001年，景泰陵被列为全国重点文物保护单位。

## 历史
景泰陵坐落于海淀区玉泉山北麓的金山口，是明景帝朱祁钰和其妻汪皇后的陵墓，因朱祁钰在位时年号为景泰而得名“景泰陵”。朱祁钰，为明宣宗朱瞻基之子，明英宗朱祁镇的弟弟，在明英宗即位时被封为郕王。
正统十四年（1449年），明英宗亲自率军北伐瓦剌，以郕王朱祁钰为监国。土木堡之变后，原为监国的朱祁钰被立为皇帝，年号景泰，明英宗被尊为太上皇，1450年（景泰元年），明英宗被迎回北京，但明景帝并未让出帝位，而是将明英宗软禁于南宫。
1457年（天顺元年），明英宗发动夺门之变夺回皇位，朱祁钰被废为郕王，不久后去世，时年30岁。明景帝原本于1456年（景泰七年）在十三陵陵区内为自己营建了寿陵。朱祁钰去世后，朱祁镇不承认朱祁钰的皇帝身份，先前所营建、尚未完工的寿陵被毁，并将朱祁钰以亲王礼葬于西山。1475年（成化十一年），明宪宗朱见深重新承认了叔叔朱祁钰的皇帝身份，并谥为“恭仁康定景皇帝”，朱祁钰的郕王墓也被扩建为皇陵，加盖了享殿、神库、神厨、宰牲亭、内官房等建筑。嘉靖年间时，该墓葬的陵体被改建，绿琉璃瓦也被换成了黄色，整座墓葬至此基本符合皇陵规制，但规模偏小。1769年（乾隆三十四年）时，景泰陵前立起一座碑，并在碑外建有碑亭。此外，清政府还曾在景泰陵周围树立起8座转木桩，其用于“破坏景泰陵的风水”。清朝灭亡后，该陵逐渐变得残破不堪，很多建筑都已无存:76。
文化大革命时期（1966-1976年），景泰陵遭到破坏，陵冢被平毁，陵碑被推倒，建筑均受到不同程度的损毁。1980年代中期，景泰陵的祾恩门被改做棚舍，享殿和陵冢旧址上建有军鸽房和简易公厕，陵墙以内分布着几畦菜地和一个粪池。2001年，景泰陵被列为全国重点文物保护单位，北京市财政拨专款修复。截止2007年，文革中曾被推倒的刻有清乾隆御制诗的“功德碑”，在重立时颠倒了方向，变成了“大字朝阴小字朝阳”。

## 结构

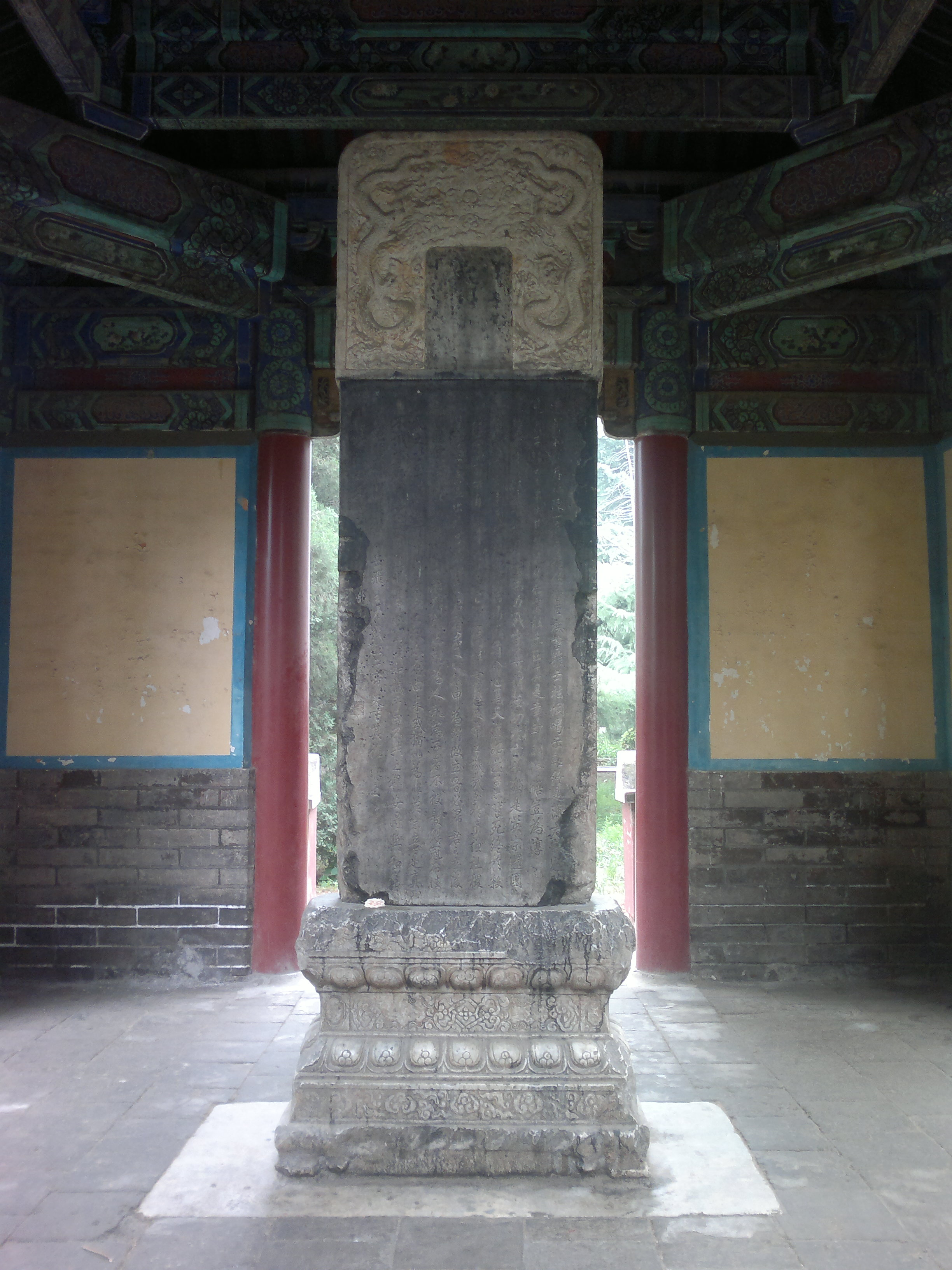
景泰陵碑亭内的石碑

景泰陵现存碑亭、祾恩殿、宝城各一座。碑亭为黄瓦歇山顶，其中的石碑为1769年（乾隆三十四年）所立，正面有清高宗所题《明景帝陵诗》。碑亭北侧为黄瓦硬山顶的祾恩殿，面阔三间，祾恩殿后为宝城:443-444。宝城内除葬有朱祁钰外，还葬有在1456年（景泰七年）被废的皇后汪氏。

## 保护与现状
1979年8月21日，景泰陵被列为北京市文物保护单位:876。2001年6月25日，景泰陵被列为全国重点文物保护单位，同年北京市政府专门拨款对景泰陵进行了修缮，但在修缮后出现了不少问题，比如刻有乾隆题诗的石碑在修缮后变成了大字朝阴小字朝阳，朝向完全颠倒。2007年时，有媒体报道称景泰陵中的部分空地被挪用为门球场。

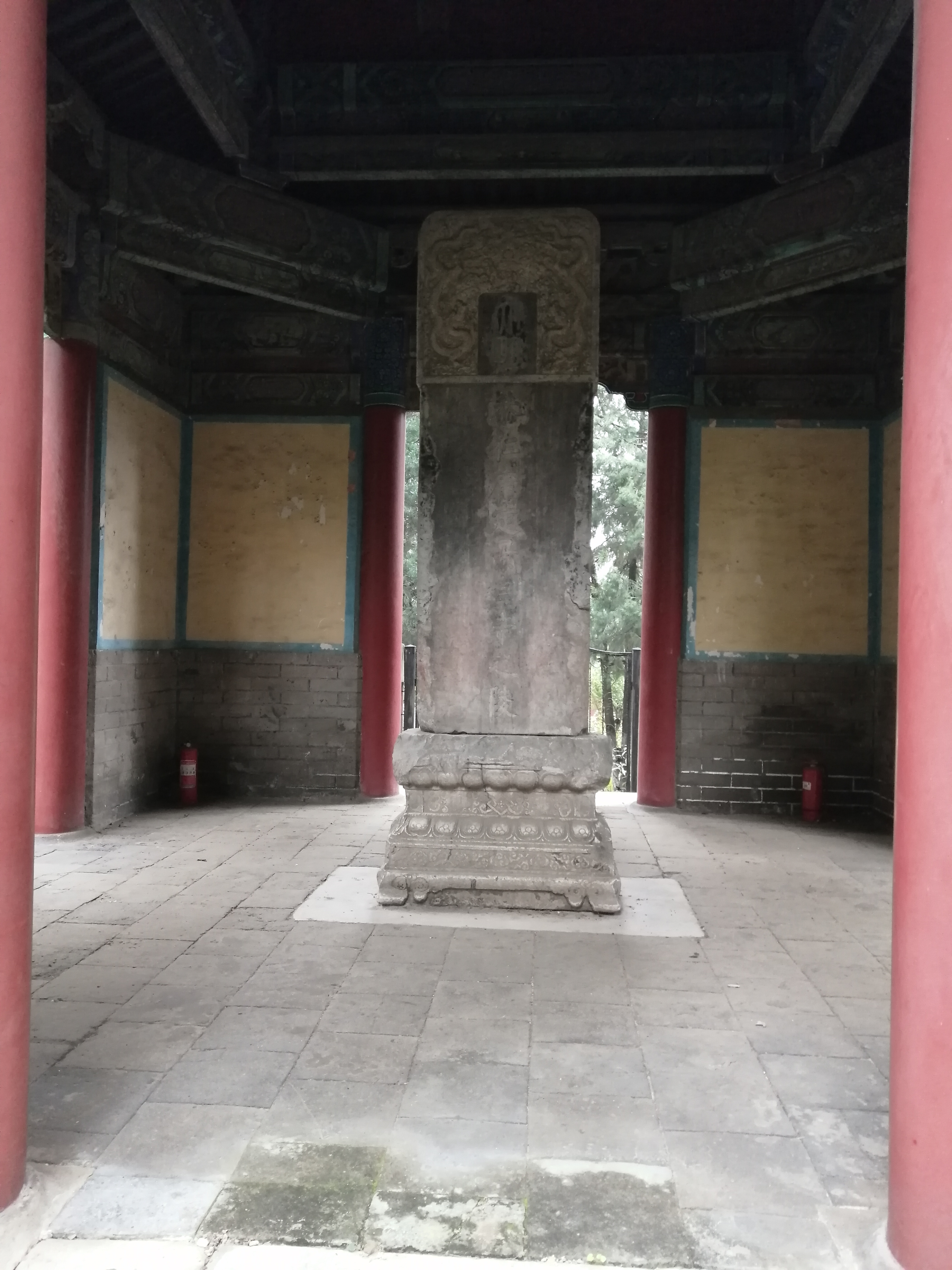
景泰陵碑亭
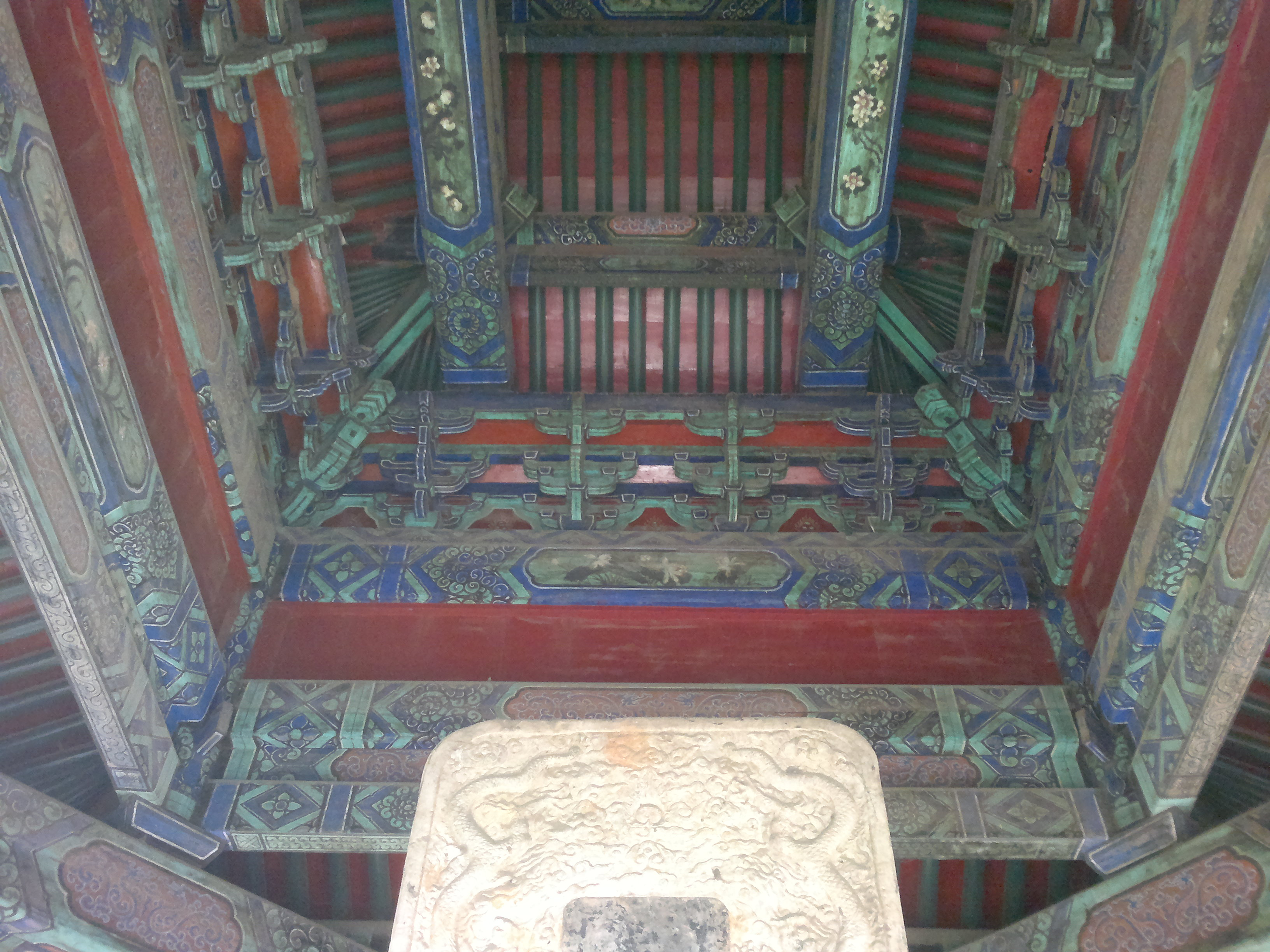
景泰陵碑亭藻井
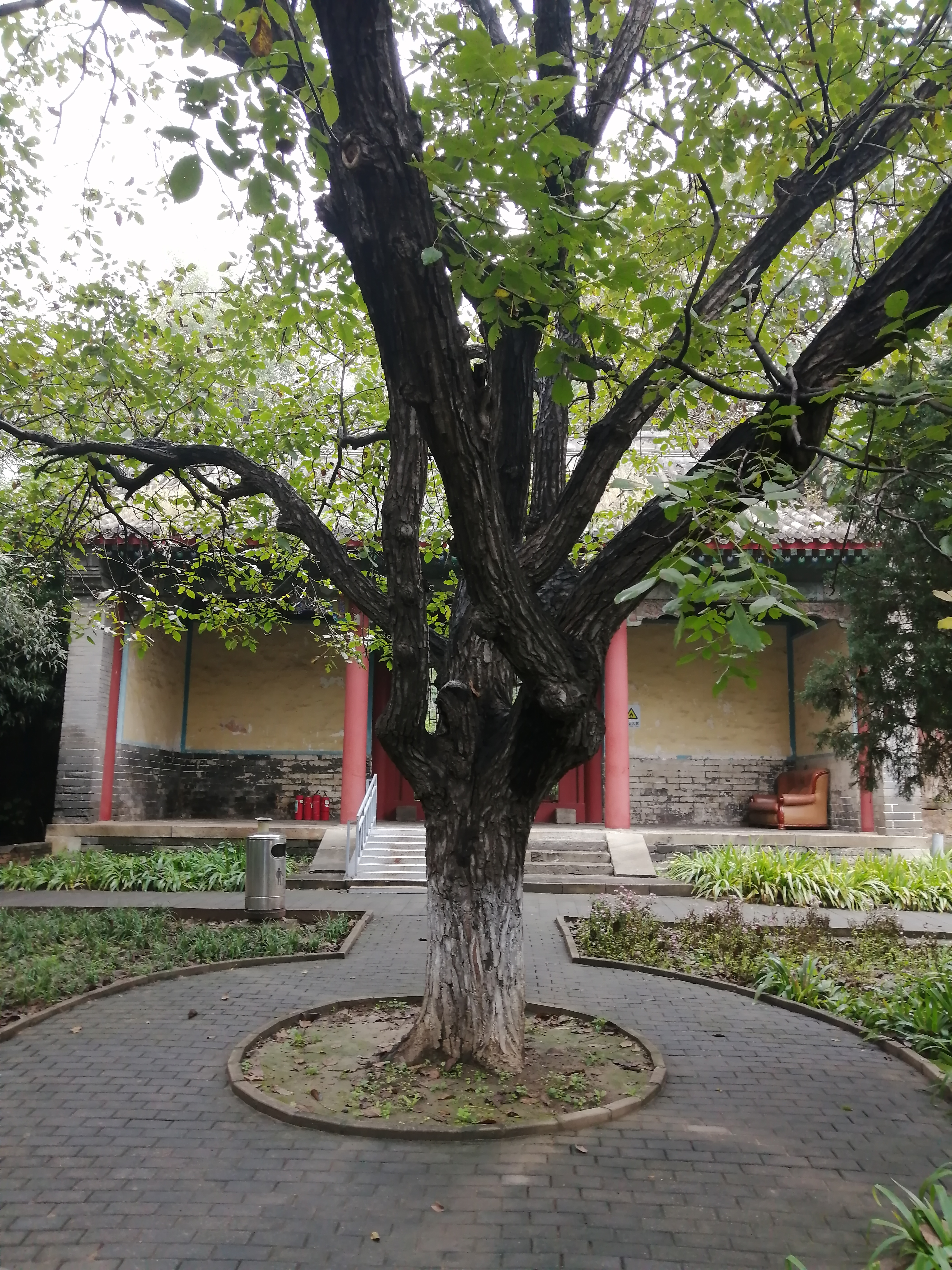
祾恩殿正面
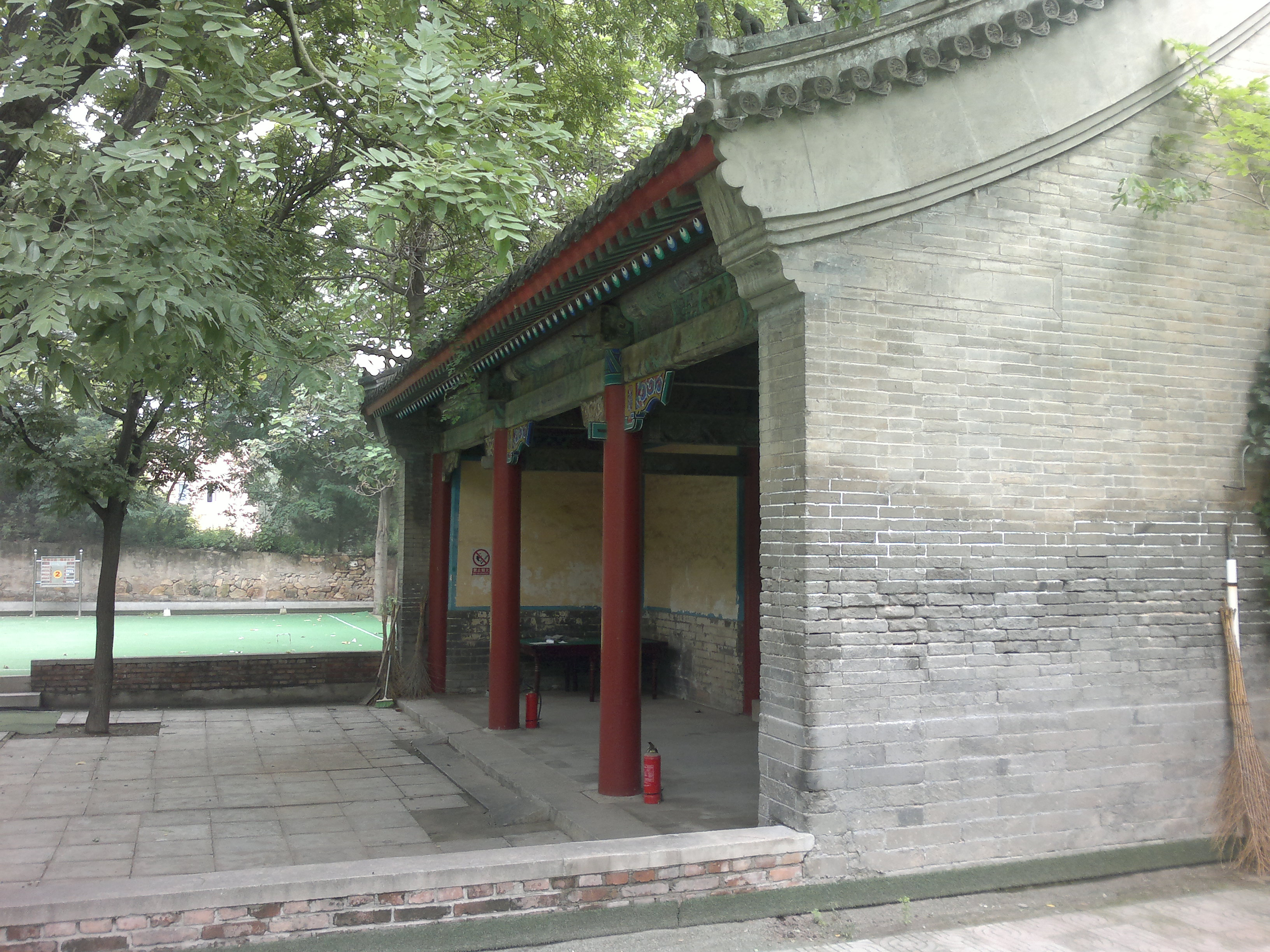
祾恩殿側面
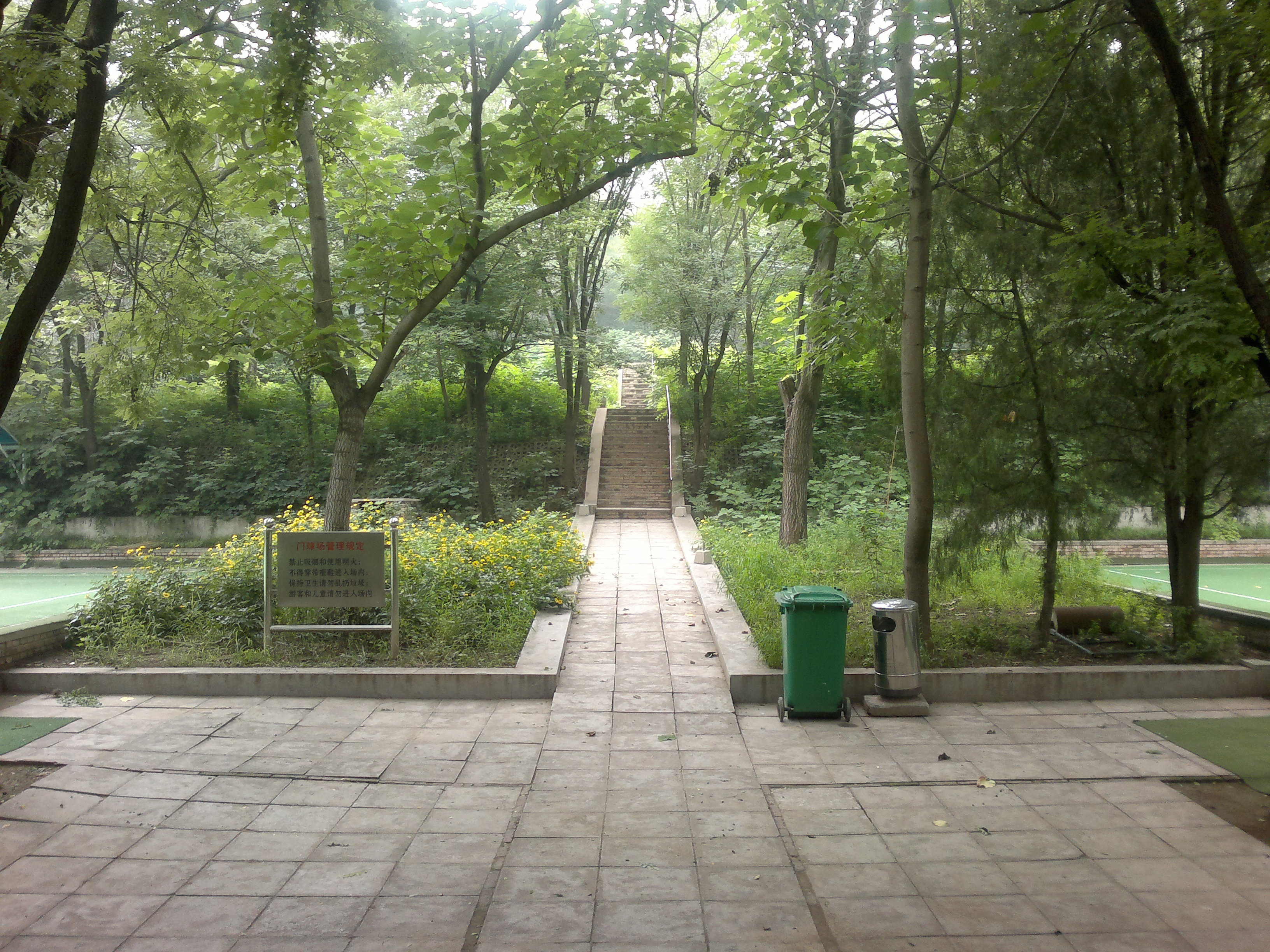
祾恩殿内望宝顶
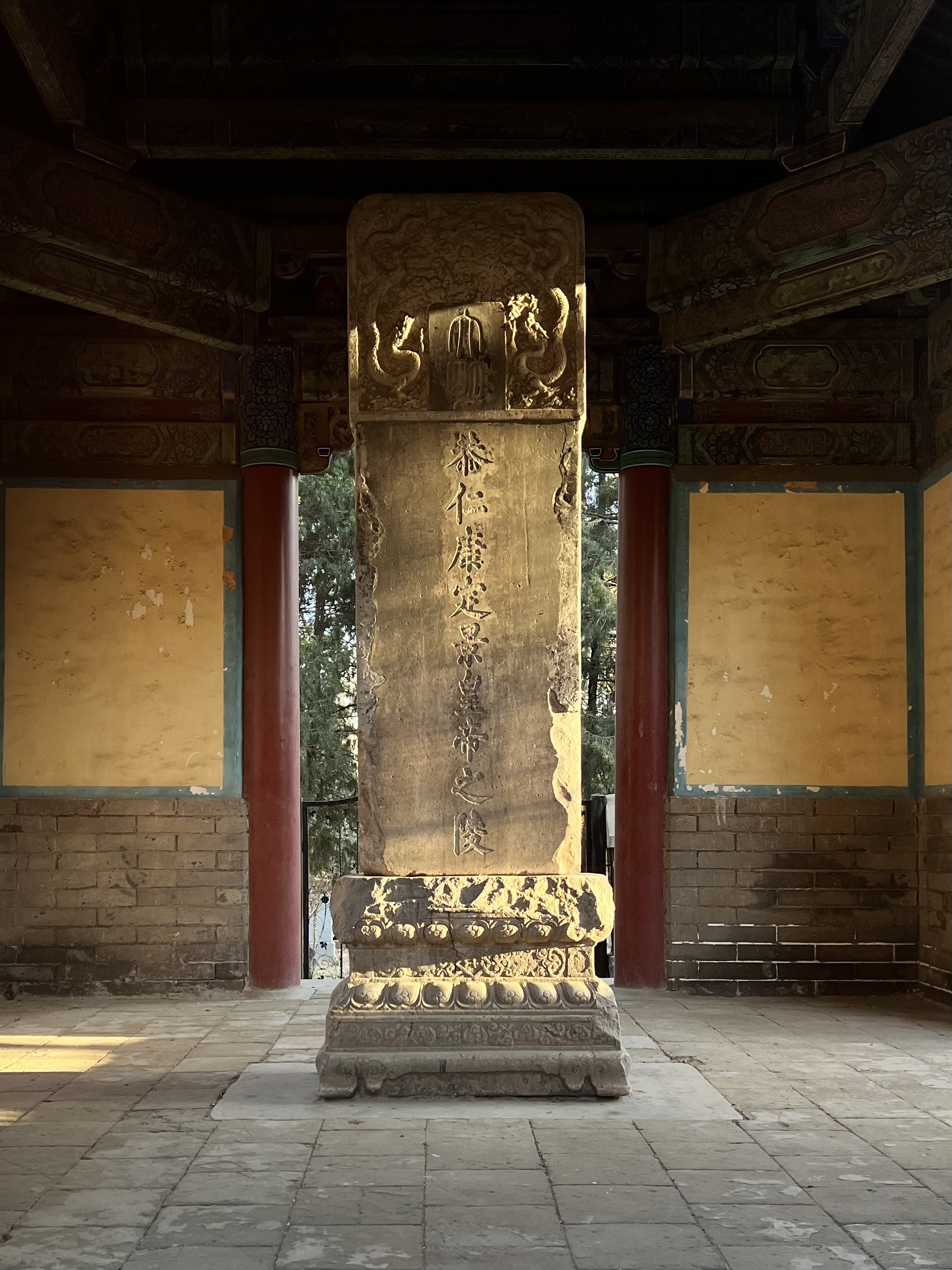
碑亭内石碑，面北方向